# Karin Giegerich
Karin Giegerich (Sorengo, 15 maggio 1963) è un'attrice e doppiatrice tedesca naturalizzata italiana, attiva sia in teatro, sia in televisione e nel cinema in Italia, Germania, Svizzera e Francia.

## Biografia
Karin Giegerich è nata nella Svizzera italiana, figlia di un fisico nucleare tedesco, cosa che le ha consentito di crescere bilingue parlando fluentemente l'italiano ed il tedesco.
Diplomatasi presso la Scuola europea di Varese, ha poi studiato recitazione presso l'Accademia dei Filodrammatici di Milano, conseguendo il titolo nel 1985, e psicologia presso l'Università di Ratisbona. Presso la Fondazione Pontedera Teatro ha anche frequentato i corsi di Jerzy Grotowski e Peter Brook, impegnandosi anche in alcuni gruppi di teatro sperimentale. Nel 1988 ha fondato una sua compagnia teatrale, denominata Ideatrucco, con cui ha realizzato fino al 1991 diverse produzioni, che univano elementi del teatro di improvvisazione e della danza. Si è esibita nei teatri di Milano e Roma, collaborando con diversi registi teatrali italiani, tra cui Giorgio Strehler, che la volle al Piccolo Teatro di Milano negli allestimenti di Come tu mi vuoi di Luigi Pirandello (1993) e Le baruffe chiozzotte di Carlo Goldoni (1994).
Dal 1994, la Giegerich ha iniziato a lavorare maggiormente nei paesi di lingua tedesca, nel film per la ZDF Großmutters Courage e anche per Sat.1, nel 1996/1997, interpretando una giornalista impegnata in Der König von St. Pauli. Ha lavorato nelle serie televisive tedesche Aus heiterem Himmel, OP ruft Dr. Bruckner - Die besten Ärzte Deutschlands e Samt und Seide, inedite in Italia, e Il commissario Herzog, Un caso per due, Schimanski sul luogo del delitto, Siska, Wolff, un poliziotto a Berlino, Squadra speciale Lipsia e Squadra Speciale Vienna, in cui interpreta il medico legale Angelika Meindl.
In Italia ha recitato nei film Prova di memoria con Franco Nero, Fino a farti male con Christopher Buchholz, Appuntamento a ora insolita con Ricky Tognazzi e nella fiction Sangue caldo con Manuela Arcuri e Vincent Spano. Ha anche partecipato alla serie televisiva svizzera Affari di famiglia.
Attiva come doppiatrice in numerosi cartoni animati doppiati a Milano, è stata la voce narrante in C'era una volta... l'uomo (nel secondo doppiaggio, curato da Mediaset) e Siamo fatti così. Nel 2007 presta la voce al personaggio di Brigit Tenenbaum nel videiogioco BioShock, ritornando a interpretare lo stesso personaggio nel 2013 nel sequel BioShock Infinite.

## Filmografia

### Attrice

#### Cinema
- Prova di memoria, regia di Marcello Aliprandi (1992)
- Die 8. Todsünde: Das Toskana-Karussell, regia di Peter Patzak (2002)
- Sternzeichen, regia di Peter Patzak (2003)
- Fino a farti male, regia di Alessandro Colizzi (2004)
- Appuntamento a ora insolita, regia di Stefano Coletta (2008)
- Il cuore in mano, i piedi sulla strada, regia di Uli Möller (2011)
- 360 x 240, regia di Martin Kosok - cortometraggio (2012)
- Dina Foxx: Tödlicher Kontakt, regia di Max Zeitler (2014)
- The Final Haunting, regia di Flaminia Graziadei (2014)

#### Televisione
- Azzurro profondo, regia di Filippo De Luigi - film TV (1993)
- Großmutters Courage, regia di Karin Hercher - film TV (1994)
- Il ritorno di Arsenio Lupin (Le Retour d'Arsène Lupin) - serie TV, episodio 2x04 (1995)
- Inseln unter dem Wind - serie TV, episodio 1x05 (1995)
- Zwischen Tag und Nacht - serie TV, episodi sconosciuti (1995)
- Weißblaue Wintergeschichten - serie TV, episodio 1x05 (1995)
- Zwei Brüder - serie TV, episodio 3x04 (1996)
- Der Mond scheint auch für Untermieter - serie TV, 13 episodi (1996-1997)
- OP ruft Dr. Bruckner - Die besten Ärzte Deutschlands - serie TV, 21 episodi (1996-2001)
- Alphateam - Die Lebensretter im OP - serie TV, episodio 2x11 (1997)
- Dr. Stefan Frank - Der Arzt, dem die Frauen vertrauen - serie TV, episodio 3x07 (1997)
- Der König von St. Pauli - serie TV, 6 episodi (1998)
- Aus heiterem Himmel - serie TV, 11 episodi (1998-1999)
- Zwei Asse und ein König, regia di Bernd Fischerauer - film TV (2000)
- Ein anderes Leben, regia di Patrick Winczewski - film TV (2000)
- Vertiges - serie TV, 1 episodio (2000)
- L'isola della vendetta (Das Mädcheninternat - Deine Schreie wird niemand hören), regia di Robert Sigl - film TV (2001)
- Sieben Tage im Paradies, regia di Dietmar Klein - film TV (2001)
- Personal Trainer, regia di Dietmar Klein - film TV (2001)
- Nichts wie weg, regia di Peter Patzak - film TV (2001)
- Polizeiruf 110 - serie TV, episodio 31x01 (2001)
- SOKO München - serie TV, episodi 19x11-26x11-37x12 (2001-2011)
- Ich bring Dich hinter Gitter, regia di Daniel Helfer - film TV (2002)
- Sektion - Die Sprache der Toten, regia di Markus Bräutigam - film TV (2002)
- Herz ohne Krone, regia di Peter Patzak - film TV (2003)
- Mit Herz und Handschellen - serie TV, episodio 1x06 (2003)
- Sabine!! - serie TV, episodio 1x04 (2004)
- Samt und Seide - serie TV, 14 episodi (2004-2005)
- Im Namen des Gesetzes - serie TV, episodi 9x05-11x01 (2004-2006)
- Wolff, un poliziotto a Berlino (Wolffs Revier) - serie TV, episodio 13x01 (2005)
- Rufer, der Wolf, regia di Peter Patzak - film TV (2005)
- Squadra Speciale Vienna (SOKO Donau) - serie TV, 10 episodi (2005)
- Squadra speciale Lipsia (SOKO Leipzig) - serie TV, episodi 6x04-13x14 (2005-2013)
- Papa und Mama - serie TV, episodio 1x01 (2006)
- Squadra Speciale Colonia (SOKO Köln) - serie TV, episodio 3x10 (2006)
- Siska - serie TV, episodi 9x01-10x03 (2006-2007)
- In aller Freundschaft - serie TV, episodio 9x20 (2007)
- Verlassen, regia di Christoph Stark - film TV (2007)
- Ein Fall für Nadja - serie TV, episodio 1x05 (2007)
- Die Spezialisten: Kripo Rhein-Main - serie TV, episodio 2x11 (2007)
- Bella Block - serie TV, episodio 1x25 (2008)
- Un caso per due (Ein Fall für zwei) - serie TV, episodi 28x05-32x06 (2008-2012)
- Inga Lindström - serie TV, episodi 5x05-12x01 (2008-2014)
- Die Rosenheim-Cops - serie TV, episodio 8x19 (2009)
- Klinik am Alex - serie TV, 18 episodi (2009-2012)
- SOKO - Misteri tra le montagne (SOKO Kitzbühel) - serie TV, episodio 2x03 (2010)
- Geliebte Familie, regia di Oliver Dommenget - film TV (2010)
- Il commissario Voss (Der Alte) - serie TV, episodio 37x02 (2011)
- SOKO Wismar - serie TV, episodio 8x09 (2011)
- Sangue caldo, regia di Luigi Parisi e Alessio Inturri  - miniserie TV (2011)
- Countdown (Countdown - Die Jagd beginnt) - serie TV, episodio 3x03 (2012)
- Hamburg Distretto 21 (Notruf Hafenkante) - serie TV, episodio 6x24 (2012)
- Lerchenberg - serie TV, 8 episodi (2013-2015)
- Herzensbrecher - serie TV, episodio 2x10 (2014)
- Der Staatsanwalt - serie TV, episodio 10x02 (2015)
- Tiere bis unters Dach - serie TV, episodio 5x07 (2015)
- Frühling - serie TV, episodio 5x01 (2016)
- Die Eifelpraxis - serie TV, episodio 1x01 (2016)
- Squadra Speciale Stoccarda (SOKO Stuttgart) - serie TV, episodio 8x17 (2017)
- WaPo Bodensee - serie TV, episodio 1x05 (2017)
- Donna Leon - serie TV, episodio 1x25 (2019)
- Wilsberg - serie TV, episodi 1x64-1x66 (2019-2020)
- Kommissar Dupin - serie TV, episodio 1x08 (2020)
- Ein starkes Team - serie TV, episodio 1x82 (2020)
- Die Kanzlei - serie TV, episodio 4x07-4x12 (2020)

### Doppiatrice

#### Televisione
- C'era una volta... l'uomo (Il était une fois... l'Homme) - serie animata (1978-1979) - narratrice (secondo doppiaggio)
- Siamo fatti così (Il était une fois... la Vie) - serie animata (1987-1988) - narratrice
- Le fiabe son fantasia (Gurimu meisaku gekijō) - serie animata (1987-1989)
- Star Trek: Deep Space Nine - serie TV (1993) - Kira Nerys (home video)
- Star Trek: Voyager - serie TV (1995) - Kes (home video)

#### Videogiochi
- BioShock (2007) - Brigit Tenenbaum
- BioShock Infinite (2013) - Brigit Tenenbaum

## Programmi televisivi
- Hier ab vier - talk-show (2013)

## Teatro (parziale)
- Peer Gynt, regia di Franco Branciaroli (1987)
- Le donne saccenti, regia di Lamberto Puggelli (1988)
- La trilogia della villeggiatura, regia di Silvano Piccardi (1989)
- L'homme qui cherchait la vérité, regia di JeanPaul Denizon (1990)
- Labirinto, regia di Sergio Maifredi (1991)
- I ciechi, regia di Angelo Longoni (1992)
- Come tu mi vuoi, regia di Giorgio Strehler, Piccolo Teatro, Milano (1993)
- I sogni muoiono all'alba, regia di Arturo Corso (1993)
- Le baruffe chiozzotte, regia di Giorgio Strehler, Piccolo Teatro, Milano (1994)
- Luna rossa di novembre, regia di Max Saveriano (2003)

## Riconoscimenti
- Premio Adolf Grimme
  - 2014 - Candidatura al Premio Adolf Grimme - Intrattenimento per Lerchenberg (condiviso con Felix Binder, Maren Lüthje, Florian Schneider, Eva Löbau, Sascha Hehn, Cornelia Gröschel, Matthias Lier e Anke Sevenich)